# کرویسن
شهر کرویسن در ایالت بایرن در کشور آلمان واقع شده است.